# Kanton Lille-Est
Kanton Lille-Est (francouzsky Canton de Lille-Est) je francouzský kanton v departementu Nord v regionu Nord-Pas-de-Calais. Tvoří ho pouze východní část města Lille.